# Hứa Đình Khanh
Hứa Đình Khanh (sinh ngày 29 tháng 4 năm 1988) là một ca sĩ và nha sĩ người Hồng Kông. Anh ấy nổi lên với vị trí thứ 11 chung cuộc trong mùa đầu tiên của The Voice (tiếng Trung: 超級巨聲). Album phòng thu đầu tay Departure Trilogy của anh đã giành được chứng nhận vàng. Hứa Đình Khanh đã giành được nhiều giải thưởng Người mới xuất sắc nhất vào năm 2011. Kể từ đó, anh đã phát hành hơn mười album phòng thu.
Hứa Đình Khanh có bằng Cử nhân Phẫu thuật Nha khoa của Đại học Hồng Kông và được cấp phép bởi Hội đồng Nha khoa Hồng Kông từ năm 2012.